# Bembicium
Genre
Synonymes
- Risella Gray, 1842[1]

Bembicium est un genre de mollusques gastéropodes de la famille des Littorinidae. L'espèce-type est Bembicium melanostoma.

## Liste d'espèces
Selon World Register of Marine Species (28 octobre 2017) :
- Bembicium altum (Tate, 1894) †
- Bembicium auratum (Quoy & Gaimard, 1834)
- Bembicium discoideum Reid, 1988 †
- Bembicium flavescens (Philippi, 1851)
- Bembicium hokianga (Laws, 1948) †
- Bembicium melanostoma (Gmelin, 1791)
- Bembicium nanum (Lamarck, 1822)
- Bembicium priscum Powell & Bartrum, 1929 †
- Bembicium vittatum Philippi, 1846